# Sztum-Przedzamcze (gromada)
Sztum-Przedzamcze – dawna gromada, czyli najmniejsza jednostka podziału terytorialnego Polskiej Rzeczypospolitej Ludowej w latach 1954–1972.
Gromady, z gromadzkimi radami narodowymi (GRN) jako organami władzy najniższego stopnia na wsi, funkcjonowały od reformy reorganizującej administrację wiejską przeprowadzonej jesienią 1954 do momentu ich zniesienia z dniem 1 stycznia 1973, tym samym wypierając organizację gminną w latach 1954–1972.
Gromadę Sztum-Przedzamcze z siedzibą GRN w Sztumie-Przedzamczu (obecnie w granicach Sztumu) utworzono – jako jedną z 8759 gromad na obszarze Polski – w powiecie sztumskim w woj. gdańskim na mocy uchwały nr 24/III/54 WRN w Gdańsku z dnia 5 października 1954. W skład jednostki weszły obszary dotychczasowych gromad Barlewice i Pietrzwałd (bez obszaru działek poregulacyjnych oznaczonych Nr Nr 125, 126, 127 i 128) oraz miejscowość Szpitalna Wieś z dotychczasowej gromady Kołoząb ze zniesionej gminy Sztum, ponadto miejscowości Kępina, Sztumskie Pole i Zajezierze (bez obszaru działek poregulacyjnych Nr Nr 119a, 119b, 119c, 120 i 121 i jeziora Sztumskiego) oraz część miejscowości Sztumska Wieś (stanowiąca obszar działek poregulacyjnych  o Nr Nr 130–157, 191, 194, 195, 197, 198, 199 i 202) oraz obszar parcel kat. Nr Nr 22–24 (karta mapy 3) z miasta Sztum – w tymże powiecie. Dla gromady ustalono 16 członków gromadzkiej rady narodowej.
1 stycznia 1958 do gromady Sztum-Przedzamcze włączono wieś Koślinka ze znoszonej gromady Dąbrówka Malborska w tymże powiecie; z gromady Sztum-Przedzamcze wyłączono natomiast część miejscowości Sztumskie Pole, włączając ją do  miasta Sztumu tamże.
1 stycznia 1960 do gromady Sztum-Przedzamcze włączono obszar zniesionej gromady Nowa Wieś oraz miejscowości Postolin, Polaszki, Ramzy i Cygusy ze zniesionej gromady Postolin w tymże powiecie.
31 lipca 1968 z gromady Sztum-Przedzamcze wyłączono miejscowość Mątki, włączając ją do gromady Ryjewo w tymże powiecie.
1 stycznia 1972 do gromady Sztum-Przedzamcze włączono część obszaru miasta Sztum (506,60 ha) w tymże powiecie; z gromady Sztum-Przedzamcze wyłączono natomiast obszar o powierzchni 31,31 ha, włączając go do Sztumu.
Gromada przetrwała do końca 1972 roku, czyli do kolejnej reformy gminnej.